# Zoel García de Galdeano
Zoel García de Galdeano y Yanguas (5 juillet 1846 - 28 mars 1924) est un mathématicien espagnol. Il est considéré par Julio Rey Pastor comme « L'apôtre des mathématiques modernes » .

## Biographie
Son père est un militaire et est tué au combat, c'est pourquoi son grand-père maternel, l'historien José Yanguas y Miranda (1782-1863), s'occupe de Zoel. Pour poursuivre ses études, en 1863, Zoel s'installe à Saragosse, où il reçoit le titre de professeur et géomètre expert. En 1869, il obtient son baccalauréat. Plus tard, il commence ses études de Philosophie et Lettres, et Sciences à l'Université de Saragosse. En 1871, il est diplômé de ces deux spécialités .
Entre 1872 et 1879, Zoel est professeur de mathématiques dans diverses écoles et instituts en Espagne. Alors qu'il travaille dans la ville de Tolède, il commence à écrire des ouvrages mathématiques qui introduisent les concepts modernes de la mathématique européenne en Espagne.
En 1889, il obtient la chaire de géométrie analytique à l'Université de Saragosse, et en 1896, il est nommé à la chaire de calcul infinitésimal. Il travaille dans cette université jusqu'à sa retraite en 1918.
En 1891, Zoel crée El Progreso Matemático, la première revue strictement mathématique publiée en Espagne. Il est le rédacteur en chef des deux périodes de publication de la revue (1891 – 1895 et 1899 – 1900). Il est également le premier mathématicien espagnol contemporain à participer régulièrement à des congrès internationaux de mathématiques.
Il meurt à Saragosse le 28 mars 1924.